# Eudorylaimus paracirculifera
Eudorylaimus paracirculifera är en rundmaskart som beskrevs av Brezski 1962. Eudorylaimus paracirculifera ingår i släktet Eudorylaimus och familjen Dorylaimidae. Inga underarter finns listade i Catalogue of Life.